# Richard Jacoby
Richard Jacoby (* 26. Oktober 1877 in Berlin; † 21. März 1941 im KZ Sachsenhausen) war ein deutscher Chemiker.

## Leben
Jacoby war das älteste der vier Kinder des jüdischen Kaufmanns Leopold Jacoby (1835–1903) aus Perleberg und seiner Frau Mathilde Jacoby geb. Calm (1854–1925). Nach dem Abitur am Königlichen Wilhelms-Gymnasium Ostern 1896 absolvierte er seinen Militärdienst als Einjährig-Freiwilliger. Darauf studierte er Chemie an den Universitäten Freiburg, Würzburg und Berlin. 1901 reichte er seine von Privatdozent Richard Joseph Meyer angeregte Dissertation über die Doppelnitrate des vierwertigen Ceriums und des Thoriums ein, worauf er nach mündlicher Prüfung bei Hans Heinrich Landolt im Hauptfach Chemie und bei Max Planck im Nebenfach Physik mit Magna cum laude den Doktor-Titel erhielt.
Nach einem Jahr als Privatassistent wechselte Jacoby in die Industrie. Er arbeitete in verschiedenen Firmen, wurde Laboratoriumsleiter und schließlich stellvertretender Betriebsleiter bei der AEG. 1913 gelang es Irving Langmuir bei General Electric und Ernst Friederich, Karl Mey und Jacoby bei AEG, die Wärmeverluste bei gasgefüllten Glühlampen zu minimieren. Jacoby entwickelte ein chemisches Verfahren zur Homogenisierung des Querschnitts der Wolframdrähte für die Glühlampen, das er sich 1914 patentieren ließ ebenso wie die chemische Zusammensetzung des Füllgases.
Jacobi machte den gesamten Ersten Weltkrieg an der Westfront mit, erhielt das Eiserne Kreuz und wurde zum Leutnant befördert. Im September 1919 heiratete er die fast 16 Jahre jüngere Rose Zadek aus Posen.
In der 1919 gegründeten Osram Licht AG war Jacoby Leiter eines großen Versuchslaboratoriums. Er entwickelte Verfahren zur Steuerung der Rekristallisation von Wolframdrähten bei hohen Temperaturen, um ihre Beständigkeit zu erhöhen oder sie in Schraubenform zu bringen für die Anwendung in der Glühlampe. Eine Mitarbeiterin Jacobys war Iris Runge.
Am 31. Januar 1938 wurde Jacoby wegen Rassenschande verhaftet, weil er weibliche Angestellte unsittlich berührt haben sollte. Am 8. März 1938 wurde sein Laboratorium aufgelöst. Seine Mitgliedschaft in der Deutschen Physikalischen Gesellschaft wurde aufgehoben. Am 18. April 1939 entzog ihm die Universität Berlin den Doktor-Titel, was er im Gefängnis durch Unterschrift bestätigen musste. Am 2. August 1939 wurde er zu zweieinhalb Jahren Zuchthaus verurteilt. Er plante mit seiner Frau die Emigration nach der Haftentlassung am 28. Februar 1941. Jacoby wurde am 18. März 1941 in das KZ Sachsenhausen gebracht, wo er drei Tage später starb.
Jacobys Witwe starb am 11. September 1942 in Berlin. Jacobys Bruder, der promovierte Rechtsanwalt und Notar Ernst Jacoby, wurde am 28. März 1942 ins besetzte Polen deportiert.